# Изабел (Јужна Дакота)
Изабел (енгл. Isabel) град је у америчкој савезној држави Јужна Дакота.

## Демографија
По попису из 2010. године број становника је 135, што је 104 (-43,5%) становника мање него 2000. године.
| Група             | 2000.       | 2010.       |
| Белци             | 158 (66,1%) | 102 (75,6%) |
| Афроамериканци    | 0 (0,0%)    | 0 (0,0%)    |
| Азијати           | 0 (0,0%)    | 0 (0,0%)    |
| Хиспаноамериканци | 1 (0,4%)    | 0 (0,0%)    |
| Укупно            | 239         | 135         |